# Цветное (Калининградская область)
Цветное — посёлок в Балтийском районе Калининградской области. Входит в состав сельского поселения Дивное.

## Географическое положение
Цветное расположено в 8 километрах к северо-востоку от Приморска и в 26 километрах от Калининграда. До 1945 года в Калене существовал остановочный пункт железной дороги Фишхаузен-Мариенхоф.

## История
Деревня Кален впервые упоминается в 1331 году (по другим данным, дата основания — 1289 год). С 1782 года владельцем имения являлась семья фон Гольтц.
После Второй Мировой войны Кален вошёл в состав СССР. В 1947 году согласно Указу Президиума Верховного Совета РСФСР получил название Цветное.

## Население
| 2002 | 2010 |
| ---- | ---- |
| 64   | ↗80  |